# Phú Châu, Ba Vì
Phú Châu là một xã thuộc huyện Ba Vì, thành phố Hà Nội, Việt Nam.
Xã Phú Châu có diện tích 9,91 km², dân số năm 1999 là 9146 người, mật độ dân số đạt 923 người/km².